# TMZ on TV
TMZ on TV, o semplicemente TMZ, è uno show televisivo di gossip lanciato il 10 settembre 2007. Il programma viene generalmente messo in onda dalla Fox o, al limite, da emittenti direttamente affiliate. È essenzialmente la versione televisiva di TMZ.com, un sito che nel 2005 aggiornava i fans con news provenienti dal mondo dello spettacolo.
Lo studio di registrazione si trova su Sunset Boulevard a West Hollywood, California.
I produttori esecutivi sono Harvey Levin e Charles Latibeaudiere.